# زوي فيراريس
زوي فيراريس (بالإنجليزية: Zoë Ferraris)‏ (5 يونيو 1970، أوكلاهوما في الولايات المتحدة)؛ كاتِبة وروائية أمريكية.